# Diocese de Cruzeiro do Sul
A Diocese de Cruzeiro do Sul (Dioecesis Crucis Australis) é uma circunscrição eclesiástica da Igreja Católica no Brasil, pertencente à Província Eclesiástica de Porto Velho-RO e ao Conselho Episcopal Regional Noroeste da Conferência Nacional dos Bispos do Brasil, sendo sufragânea da Arquidiocese de Porto Velho. A sé episcopal está na Catedral Diocesana de Nossa Senhora da Glória, na cidade de Cruzeiro do Sul, no Estado do Acre.

## Histórico
A Diocese de Cruzeiro do Sul foi fundada em 22 de maio de 1931 como Prelazia do Alto Juruá, pelo Papa Pio XI, através da bula Munus Regendi, tendo como finalidade a promoção espiritual, moral e social do povo da circunscrição eclesiástica. (Artº. 1 do Estatuto). A Prelazia do Alto Juruá foi elevada a Diocese de Cruzeiro do Sul em 25 de junho de 1987.

## Bispos
|                          | Nome                                    | Período     | Notas                    |
| Bispos                   | Bispos                                  | Bispos      | Bispos                   |
| ------------------------ | --------------------------------------- | ----------- | ------------------------ |
| 4º                       | Flávio Giovenale, S.D.B.                | 2018-atual  |                          |
| 3º                       | Mosé João Pontelo, C.S.Sp.              | 2001 - 2018 | Bispo Emérito            |
| 2º                       | Luís Herbst, C.S.Sp.                    | 1988 - 2001 | Bispo Emérito - Falecido |
| 1º                       | Henrique Rüth, C.S.Sp.                  | 1967-1988   | Bispo Emérito -Falecido† |
| Bispos Prelados          |                                         |             |                          |
| 3º                       | Henrique Rüth, C.S.Sp.                  | 1967-1987   |                          |
| 2º                       | José Hascher, C.S.Sp.                   | 1947-1967   |                          |
| 1º                       | Henrique Ritter, C.S.Sp.                | 1935-1942   |                          |
| Bispo-coadjutor          |                                         |             |                          |
|                          | Mosé João Pontelo, C.S.Sp.              | 1998 - 2001 |                          |
|                          | Luís Herbst, C.S.Sp.                    | 1979 - 1988 |                          |
|                          | Henrique Rüth, C.S.Sp.                  | 1966-1967   |                          |
| Administrador Apostólico |                                         |             |                          |
|                          | Monsenhor Miguel Alfredo Barat, C.S.Sp. | 1935        |                          |
|                          | Padre Henrique Klein, C.S.Sp.           | 1942-1947   |                          |

## Paróquias
| Nome da Paróquia (Padroeiro) |  | Município       | Estado |
| ---------------------------- |  | --------------- | ------ |
| N.S da Glória                |  | Cruzeiro do Sul | AC     |
| N.S Aparecida                |  | Cruzeiro do Sul | AC     |
| N.S Rosário                  |  | Cruzeiro do Sul | AC     |
| São Francisco                |  | Guajará         | AM     |
| São Francisco                |  | Eirunepé        | AM     |
| N.S do Perpétuo Socorro      |  | Envira          | AM     |
| N.S do Perpétuo Socorro      |  | Feijó           | AC     |
| N.S das Dores                |  | Ipixuna         | AM     |
| São Francisco                |  | Mâncio Lima     | AC     |
| N.S da Imaculada Conceição   |  | Porto Valter    | AC     |
| São José                     |  | Rodrigues Alves | AC     |
| São José                     |  | Tarauacá        | AC     |

## Situação geográfica
Localiza-se ao oeste do estado do Acre, limites: Peru, Diocese de Alto Solimões (AM), e Diocese de Rio Branco (AC) e Prelazia de Lábrea (AM) e Prelazia de Tefé (AM).